# Yoko Ono

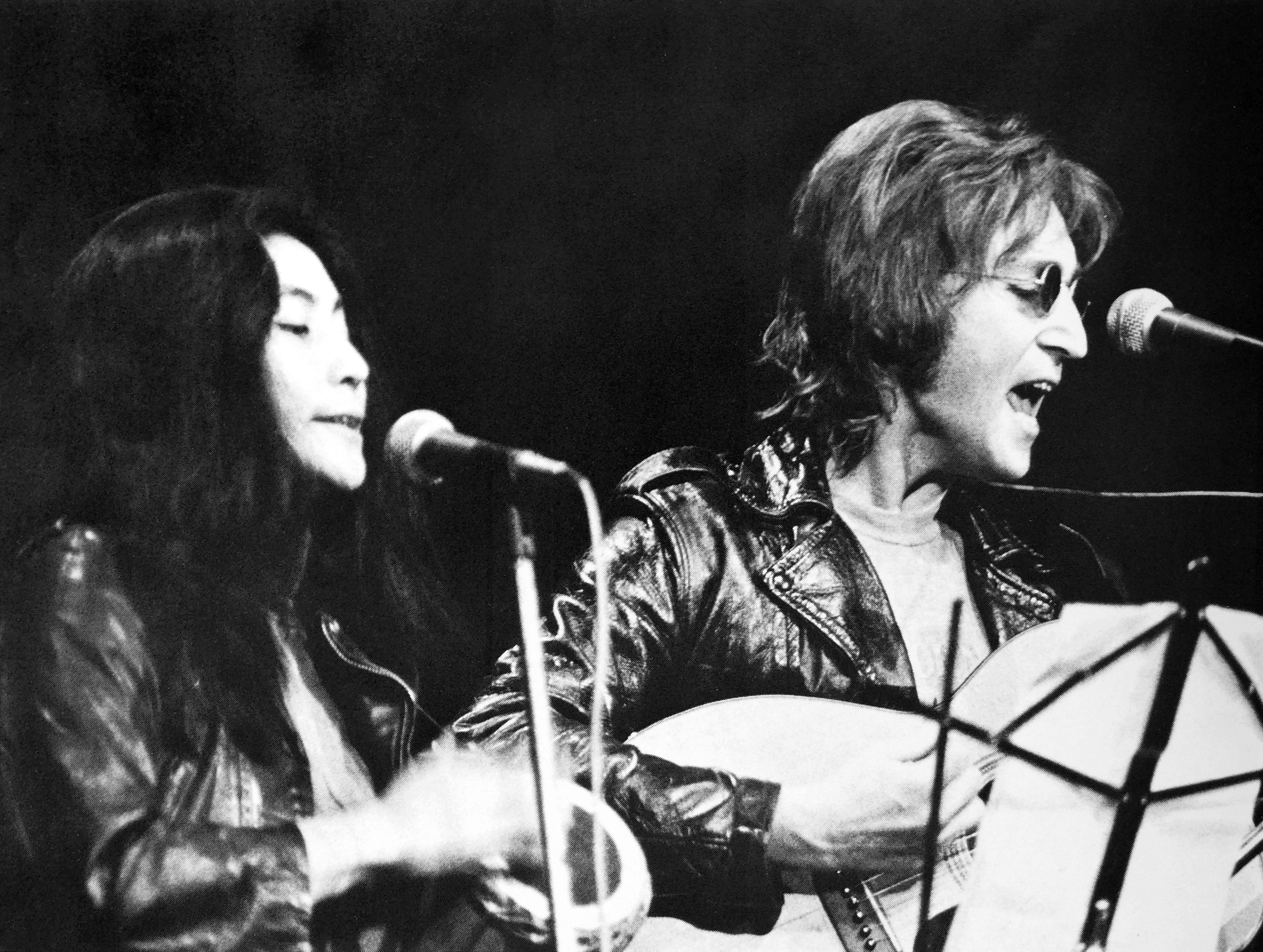
Yoko Ono i John Lennon (1972)

Yoko Ono Lennon (jap. 小野 洋子 Ono Yōko; ur. 18 lutego 1933 w Tokio) – japońska artystka, wokalistka i feministka, żona Toshi Ichiyanagiego, Anthony’ego Coxa oraz Johna Lennona, matka Seana Lennona i Kyoko Chan Cox.

## Życiorys
Urodziła się 18 lutego 1933 w Tokio w rodzinie bankierów, Isoko i Eisuke Ono. Jej ojciec był wysoko postawionym urzędnikiem Specie Banku w Jokohamie, a także prawnikiem i ekonomistą. W wieku trzech lat pod okiem ojca zaczęła ćwiczyć grę na pianinie. W 1940 zamieszkała z rodziną w Scarsdale w Nowym Jorku, gdzie w 1953 zaczęła studiować sztukę i kompozycję na college’u Sary Lawrence.
W pewnym okresie była związana z grupą Fluxus, luźno powiązanym awangardowym ruchem artystów założonym przez George’a Maciunasa, z którym się przyjaźniła. Maciunas zajmował się promowaniem prac artystki, zaproponował jej nawet wstąpienie w szeregi grupy, jednak Ono odmówiła, tłumacząc, że pragnie pozostać artystką niezależną.
Chcąc zaprezentować swoje prace oraz dzieła innych nowojorskich artystów awangardowych, latem 1960 wynajęła strych domu przy 112 Chambers Street na dolnym Manhattanie, który udostępniała także kompozytorowi La Montemu Youngowi w celu organizacji jego koncertów. Oboje uważali się za kuratorów tychże imprez, jednak Ono przyznała, że z czasem została przez Younga odsunięta w tej kwestii na dalszy plan. Imprezy przy Chambers Street były miejscem wystawienia pierwszych konceptualnych prac Ono.
W latach 60. i na początku lat 70. XX wieku zajmowała się filmem.
W listopadzie 1966 podczas wystawy w londyńskiej galerii Indica poznała Johna Lennona, który został jej mężem i z którym tworzyła muzykę. W maju 1968 wydali wspólny album pt. Unfinished Music No.1: Two Virgins, który wywołał kontrowersje ze względu na okładkę ukazującą Ono i Lennona kompletnie nagich. Płyta poniosła sprzedażową porażkę, rozchodząc się w zaledwie 5 tys. nakładzie w Wielkiej Brytanii. W 1969 wydała z Lennonem album pt. Unfinished Music No.2: Life with the Lions, który także został sprzedany w niewielkim nakładzie nieco ponad 5 tys. egzemplarzy. Pod koniec 1969 wydali Wedding Album. Po śmierci Lennona kontynuowała solową karierę muzyczną.
Została zaproszona na ceremonię otwarcia Zimowych Igrzysk Olimpijskich w Turynie w 2006.

## Charakterystyka dzieł
Osobą, która wywarła duży wpływ na sztukę performance’u Ono, był John Cage. Ono poznała Cage’a dzięki jego uczniowi. Cage prowadził wtedy zajęcia z kompozycji eksperymentalnej w nowojorskiej The New School. Pozwoliło to Ono na zapoznanie się z niekonwencjonalnym awangardowym neodadaizmem reprezentowanym przez Cage’a i jego protegowanych w Nowym Jorku.
Tworzyła wiele dzieł konceptualnych, m.in. Malowidła do deptania, czyli kawałki płótna rozłożone na podłodze, które stawały się kompletnymi pracami po odbiciu na nich śladów stóp. Ludzie biorący udział w tworzeniu tych prac stawiani byli przez Ono przed dylematem moralnym, który mówił, że dzieło sztuki nie musi być wieszane na ścianie i niedostępne, za to może mieć formę nieregularnego kawałka płótna tak brudnego, że aby je ukończyć, musi być podeptane.
Jej prace, np. performance Cut Piece polegający na zaproszeniu widzów do obcinania ubrania artystki (aż do kompletnego obnażenia jej ciała), są uznawane za klasyczne przykłady sztuki współczesnej. Praca Drzewo Życzeń zachęca do umieszczania na małych kartkach życzeń i zawieszania ich na drzewie. Praca My Mummy is Beautiful (Moja mamusia jest piękna) to seria zdjęć nagiego ciała kobiety oraz zaproszenie do pisania na ścianie tekstów skierowanych przez widzów do ich matek.
Ze względu na zapraszanie odbiorców do udziału w jej pracach, sztuka Ono jest często nazywana „partycypacyjną”. Ze względu na akcentowanie przez Ono ciała i seksualności kobiet jej sztuka uznawana jest także za feministyczną.

## Życie prywatne
Jej pierwszym mężem był Toshi Ichiyanagi, z którym rozstała się niedługo po ślubie. Następnie pozostawała w nieformalnych związkach z pisarzem Michaelem Rumakerem i artystą La Monte Youngiem. W 1963 wyszła za reżysera Anthony’ego Coxa, z którym ma córkę Kyoko (ur. 1963). 20 marca 1969 poślubiła muzyka Johna Lennona.
Jest zaangażowana politycznie, promuje akcje pokojowe na świecie. Współpracuje z ruchami kobiecymi na całym świecie i wspiera projekty oraz kampanie na rzecz kobiet. Jest wegetarianką.
Mieszka i pracuje w Nowym Jorku.

## Dyskografia
- Unfinished Music No.1: Two Virgins (1968) z Johnem Lennonem
- Unfinished Music No.2: Life with the Lions (1969) z Johnem Lennonem
- Wedding Album (1969) z Johnem Lennonem
- Live Peace in Toronto 1969 (1969) Plastic Ono Band, z Johnem Lennonem
- Yoko Ono/Plastic Ono Band (1970)
- Fly (1971)
- Some Time in New York City (1972) z Johnem Lennonem
- Approximately Infinite Universe (1972)
- Feeling the Space (1973)
- A Story (1974)
- Double Fantasy (1980) z Johnem Lennonem
- Season of Glass (1981)
- It’s Alright (I See Rainbows) (1982)
- Every Man Has a Woman (1984)
- Milk and Honey (1984) z Johnem Lennonem
- Starpeace (1985)
- Onobox (1992)
- Walking on Thin Ice
- New York Rock (1994)
- Rising (1995)
- Rising Mixes (1996)
- Blueprint for a Sunrise (2001)
- Yes, I'm a Witch (2007)
- Open Your Box (2007)
- Between My Head and the Sky (2009)
- Yokokimthurston – Yoko Ono / Thurston Moore / Kim Gordon (2012)
- Warzone (2018)

## Publikacje
- Grapefruit (1964)
- Summer of 1980 (1983)
- Tada-no Watashi – Just Me! (1986)
- The John Lennon Family Album (1990)
- Instruction Paintings (1995)
- Grapefruit Juice (1998)
- YES YOKO ONO (2000)
- Odyssey of a Cockroach (2005)
- Imagine Yoko (2005)
- Memories of John Lennon (wydawca) (2005)

## Filmy
- Eye blink (1966, 5 min)
- Bottoms (1966, 5,5 min)
- Match (1966, 5 min)
- Cut Piece (1965, 9 min)
- Wrapping Piece (1967, ok. 20 min, muzyka: Delia Derbyshire)
- Film No. 4 (Bottoms) (1966/1967, 80 min)
- Bottoms, advertisement/commercial (1966/1967, ok. 2 min)
- Two Virgins (1968, ok. 20 min)
- Film No. Five (Smile) (1968, 51 min)
- Rape (1969, 77 min)
- Bed-In (1969, 74 min)
- Self-Portrait (1969, 42 min)
- Let It Be (1970)
- Apotheosis (1970, 18,5 min)
- Freedom (1970, 1 min)
- Fly (1970, 25 min)
- Making of Fly (1970, ok. 30 min)
- Erection (1971, 20 min)
- Imagine (1971, 70 min)
- Sisters O Sisters (1971, 4 min)
- Luck of the Irish (1971, ok. 4 min)
- Flipside (TV show) (1972, ok. 25 min)
- Blueprint for the Sunrise (2000, 28 min)